# هرمس (مجله لغت‌شناسی کلاسیک)
هرمس (مجله لغت‌شناسی کلاسیک) با نام کامل هرمس: بولتن لغت‌شناسی کلاسیک (به آلمانی: Hermes: Zeitschrift für classische Philologie) مجله دوره‌ای آلمانی زبان است که متخصص در مطالعات کلاسیک است. این مجله ابتدا توسط انتشارات وایدمن برلین منتشر می‌شد اما اکنون توسط انتشارات فرانتس اشتاینر منتشر می‌شود.

## منبع
- مشارکت‌کنندگان ویکی‌پدیا. «Hermes (classical philology journal)». در دانشنامهٔ ویکی‌پدیای انگلیسی، بازبینی‌شده در ۲۰۲۴-۰۶-۱۵.